# Нода, Дзюдзю
Дзюдзю Нода (яп. 野田樹潤, род. 2 февраля 2006, Токио, Япония) — японская автогонщица. В сезоне 2024 года выступала в Супер-Формуле за команду TGM Grand Prix. В сезоне 2022 года участвовала в Серии W.

## Личная жизнь
Дзюдзю Нода родилась 2 февраля 2006 года. Она является дочерью бывшего гонщика Формулы-1 Хидэки Ноды и начала заниматься картингом в возрасте трёх лет.
В 2018 году Нода была показана в микродокументальном фильме, созданном Great Big Story.

## Карьера

### Ранняя карьера
Нода тестировала одноместные гоночные автомобили на японских трассах с девяти лет. Она официально дебютировала на гоночном автомобиле в серии зимних гонок Lucas Oil Winter Race Series в сезоне 2019 года, где заняла 14-е место в общем зачёте.

### Датская Формула-4
Нода дебютировала в Формуле-4 в сезоне 2020 года, участвуя в Датской Формуле-4 за команду Noda Racing. Она выиграла свою первую гонку в серии и заняла 6-е место в турнирной таблице.
Нода продолжила выступать в чемпионате в сезоне 2021 года после того, как покинула Американскую Формулу-4. В сезоне 2021 года заняла 7-е место в турнирной таблице.

### Американская Формула-4
В январе 2021 года было объявлено, что Нода будет выступать за команду Jay Howard Driver Development в сезоне Американской Формулы-4 2021 года.
Она была быстрее всех на тренировке на первом этапе на Роуд Атланта, однако затем отказалась от участия перед квалификацией. Больше ни на каких этапах не появлялась.

### Серия W
Нода присутствовала на вторых предсезонных тестах 2–4 марта 2022 года в Барселоне, будучи единственной гонщицей, принявшей участие, которая не прошла автоматическую квалификацию или не присутствовала на первых тестах в Аризоне за месяц до вторых предсезонных тестах в Барселоне. Состав гонщиц Серии W был анонсирован 22 марта 2022 года. На протяжении всего сезона набрала два очка, заняв 14-е место в чемпионате.

### F2000 Italian Formula Trophy
В сезоне 2023 года Нода стала победителем серии F2000 Italian Formula Trophy, таким образом, став первой девушкой, выигравшей этот турнир.

### Открытый чемпионат Евроформулы
Нода выступала в Открытом чемпионате Евроформулы за команду Noda Racing в сезоне 2023 года. Она занимала пятое место в турнирной таблице с одной победой, хотя и уступает бенефициару в соответствии со спорным техническим регламентом, согласно которому женщины в чемпионате могут выступать в минимальной массе машины на 26 кг ниже, чем у мужчин. Это правило было отменено перед пятым этапом сезона на Ред Булл Ринге, согласно которому её машина должна была иметь тот же минимальный вес, что и автомобили её соперников-мужчин. В ответ на это Хидэки Нода объявил, что Дзюдзю Нода и команда Noda Racing ушли из серии.

### Супер-Формула
Нода выступала в Супер-Формуле за команду TGM Grand Prix в сезоне 2024 года, таким образом, став первой японкой, выступавшей в серии. В сезоне 2025 года перешла в команду Triple Tree Racing, созданную её отцом Хидэки.

## Статистика выступлений
| Легенда к таблице |                                                                       |
| --- | --------------------------------------------------------------------- |
| В таблице перечислены результаты всех гонок, в которых принимала участие гонщица. Строками таблицы являются сезоны, столбцами — этапы серии. В каждой клетке указаны сокращённое название этапа и результат, дополнительно обозначенный цветом. Расшифровка обозначений и цветов представлена в нижеследующей таблице. |                                                                       |
| \| Пример \| Описание \| \| ------------ \| --------------------------------------------------------------------- \| \| 1 \| Победительница \| \| 2 \| Второе место \| \| 3 \| Третье место \| \| 5 \| Финишировала, заработав очки \| \| Сход \| Не финишировала, но при этом заработала очки \| \| 12 \| Финишировала, не получив очков \| \| НКЛ \| Финишировала, но не попала в финальную классификацию \| \| 15 \| Участвовала вне зачёта, либо по отдельной классификации \| \| 18 \| Не финишировала, но попал в финальную классификацию \| \| Сход \| Не финишировала \| \| НКВ \| Не прошла квалификацию \| \| НПКВ \| Не прошла предквалификацию \| \| ДСК \| Дисквалифицирована \| \| ИСК \| Исключена из протокола соревнований \| \| ТТ \| Участвовала только в тренировках \| \| НС \| Участвовала в квалификации, но не стартовала в гонке \| \| Т \| Травмирована или больна \| \| ОТК \| Отказ от участия \| \| НТР \| Прибыла на соревнования, но на трассу не выезжала \| \| НПР \| Была заявлена в числе участников, но не прибыла к началу соревнований \| \| О \| Соревнования отменены \| \| \| Не участвовала \| \| Поул-позиция \| \| \| Быстрый круг \| \| |                                                                       |
| Пример | Описание                                                              |
| 1 | Победительница                                                        |
| 2 | Второе место                                                          |
| 3 | Третье место                                                          |
| 5 | Финишировала, заработав очки                                          |
| Сход | Не финишировала, но при этом заработала очки                          |
| 12 | Финишировала, не получив очков                                        |
| НКЛ | Финишировала, но не попала в финальную классификацию                  |
| 15 | Участвовала вне зачёта, либо по отдельной классификации               |
| 18 | Не финишировала, но попал в финальную классификацию                   |
| Сход | Не финишировала                                                       |
| НКВ | Не прошла квалификацию                                                |
| НПКВ | Не прошла предквалификацию                                            |
| ДСК | Дисквалифицирована                                                    |
| ИСК | Исключена из протокола соревнований                                   |
| ТТ | Участвовала только в тренировках                                      |
| НС | Участвовала в квалификации, но не стартовала в гонке                  |
| Т | Травмирована или больна                                               |
| ОТК | Отказ от участия                                                      |
| НТР | Прибыла на соревнования, но на трассу не выезжала                     |
| НПР | Была заявлена в числе участников, но не прибыла к началу соревнований |
| О | Соревнования отменены                                                 |
| | Не участвовала                                                        |
| Поул-позиция |                                                                       |
| Быстрый круг |                                                                       |

### Сводная таблица
| Сезон | Серия                             | Категория / Класс | Команда                        | Старты | Победы | Поулы | БК | Подиумы | Очки | Место |
| ----- | --------------------------------- | ----------------- | ------------------------------ | ------ | ------ | ----- | -- | ------- | ---- | ----- |
| 2019  | Lucas Oil Winter Race Series      |                   |                                | 3      | 0      | 0     | 0  | 0       | 68   | 14    |
| 2020  | Датская Формула-4                 |                   | Noda Racing                    | 9      | 1      | 3     | 2  | 3       | 85   | 6     |
| 2021  | Датская Формула-4                 |                   | Noda Racing                    | 16     | 0      | 0     | 2  | 5       | 149  | 7     |
| 2021  | Зимняя серия YACademy             |                   | Jay Howard Driver Development  | 6      | 0      | 0     | 0  | 0       | 12   | 12    |
| 2021  | Американская Формула-4            |                   | Jay Howard Driver Development  | 0      | 0      | 0     | 0  | 0       | 0    | НКВ   |
| 2022  | Серия W                           |                   | Академия Серии W               | 7      | 0      | 0     | 0  | 0       | 2    | 14    |
| 2022  | Drexler-Automotiv кубок Формулы 3 | F3 Open           | Vadum Racing                   | 6      | 0      | 0     | 0  | 0       | 48   | 8     |
| 2022  | Трофей итальянской Формулы        | F2000             | Vadum Racing                   | 6      | 0      | 0     | 0  | 0       | 0    | НКЛ   |
| 2023  | Drexler-Automotiv кубок Формулы 3 |                   | Noda Racing                    | 14     | 7      | 8     | 8  | 11      | 262  | 2     |
| 2023  | Трофей итальянской Формулы        | F2000             | Noda Racing                    | 14     | 7      | 8     | 9  | 11      | 275  | 1     |
| 2023  | Открытый чемпионат Евроформулы    |                   | Noda Racing                    | 12     | 1      | 0     | 1  | 3       | 118  | 8     |
| 2023  | BOSS GP                           | Формула           | HS Engineering                 | 2      | 0      | 0     | 0  | 2       | 44   | 16    |
| 2024  | BOSS GP                           | Формула           | MM International Motorsport    | 9      | 2      | 2     | 0  | 3       | 166  | 3     |
| 2024  | Супер-Формула                     |                   | TGM Grand Prix]                | 9      | 0      | 0     | 0  | 0       | 0    | 21    |
| 2025  | Супер-Формула                     |                   | Hazama Ando Triple Tree Racing | 5      | 0      | 0     | 0  | 0       | 0    | 23 •  |

- Сезон продолжается.